# Alex Blignaut
Alex Blignaut (Johannesburg, 30 november 1932 - aldaar, 15 januari 2001) was een Zuid-Afrikaans autocoureur die zich eenmaal voor een Formule 1-race inschreef, zijn thuisrace in 1965 voor het team Cooper. Hij trok zich echter terug voor de start, net als Ray Reed, Brian Raubenheimer, David Clapham en Richard Attwood.
Later werd Blignaut secretaris bij de SAMRaC (South African Motor Racing Club), de club die de Grand Prix van Zuid-Afrika op het Circuit Kyalami organiseerde. In 2001 overleed hij op zijn boerderij nadat hij werd geëlektrocuteerd bij het repareren van een machine.